# هارومی هوسونو
هارومی هوسونو (انگلیسی: Haruomi Hosono؛ زادهٔ ۹ ژوئیهٔ ۱۹۴۷) بازیگر، خواننده-ترانه‌پرداز، تهیه‌کننده موسیقی، آهنگساز، موسیقی‌دان، و خواننده اهل ژاپن است. وی از سال ۱۹۶۹ میلادی تاکنون مشغول فعالیت بوده‌است.
از فیلم‌ها یا برنامه‌های تلویزیونی که وی در آن نقش داشته‌است می‌توان به جنگل نروژی اشاره کرد.